# クレイ研究賞
クレイ研究賞（クレイけんきゅうしょう, Clay Research Award）は、クレイ数学研究所が毎年与えている数学の賞である。対象となるのは優れた業績をあげた数学者である。
アーベル賞やウルフ賞などと違い比較的若い数学者も多数受賞している。

## 受賞者の一覧
- 2024年
  - （Paul Nelson）デンマーク
  - （James Newton）イギリス （Jack Thorneと共同受賞）
  - （Jack Thorne ,  1987年 -  ）イギリス （James Newtonと共同受賞）

- 2023年
  - （Frank Merle ,  1962年 -  ）フランス
  - （Pierre Raphaël , 1975年 -  ）フランス
  - イーゴリ・ロドニアンスキー（Igor Rodnianski , 1972年 -  ）ウクライナ
  - （Jérémie Szeftel , 1977年 -  ）フランス
- 2022年
  - （John Pardon , 1989年 -  ）アメリカ合衆国
  - （Søren Galatius , 1976年 - ）デンマーク （Randal-Williamsと共同受賞）
  - （Oscar Randal-Williams , 1983年 - ）イギリス （Galatiusと共同受賞）
- 2021年
  - （Bhargav Bhatt, 1983年 -）インド
- 2019年
  - （Wei Zhang, 1981年 -）中国
  - （Tristan Buckmaster, 1985年 - ）オーストラリア（Isett, Vicolと共同受賞）
  - （Philip Isett, 1986年 - ） アメリカ合衆国（Buckmaster, Vicolと共同受賞）
  - （Vlad Vicol）ドイツ（ Buckmaster, Isettと共同受賞）
- 2017年
  - (Aleksandr Logunov) ロシア (Malinnikovaと共同受賞)
  - (en:Eugenia Malinnikova , 1974年 - ) ロシア (Logunovと共同受賞)
  - (Jason Miller , 1983年 - ) アメリカ合衆国 (Sheffieldと共同受賞)
  - (en:Scott Sheffield, 1973年 - ) アメリカ合衆国 (Millerと共同受賞)
  - マリナ・ヴィヤゾフスカ (Maryna Viazovska , 1984年 - ) ウクライナ8次元と24次元での球充填問題解決 [1]
- 2016年
  - (Mark Gross , 1965年 - ) アメリカ合衆国 (Siebertと共同受賞)
  - (en:Bernd Siebert , 1964年 - ) ドイツ (Grossと共同受賞)
  - (Geordie Williamson , 1981年 - ) オーストラリア
- 2015年
  - (en:Larry Guth , 1977年 - ) アメリカ合衆国 (Katzと共同受賞)
  - (en:Nets Katz , 1973年 - ) アメリカ合衆国 (Guthと共同受賞)
- 2014年
  - マリアム・ミルザハニ （Maryam Mirzakhani , 1977年 - ）イラン
  - ペーター・ショルツェ （Peter Scholze , 1987年 - ）ドイツ
- 2013年
  - （Rahul Pandharipande , 1969年 - ）アメリカ合衆国
- 2012年
  - （Jeremy Kahn , 1969年 - ）アメリカ合衆国 (Markovicと共同受賞)
  - （Vladimir Markovic , 1973年 - ）イギリス (Kahnと共同受賞)
- 2011年
  - （Yves Benoist）フランス共和国 (Quintと共同受賞)
  - （Jean-François Quint）フランス共和国 (Benoistと共同受賞)
  - （Jonathan Pila , 1962年 - ） オーストラリア
- 2009年
  - （Jean-Loup Waldspurger , 1953年 - ）フランス共和国
  - イアン・アゴル （Ian Agol , 1970年 - ） アメリカ合衆国　(Calegari, Gabaiと共同受賞)
  - （Danny Calegari , 1972年 - ） オーストラリア　(Agol, Gabaiと共同受賞)
  - （David Gabai , 1954年 - ） アメリカ合衆国　(Agol, Calegariと共同受賞)
- 2008年
  - クリフォード・タウベス（Clifford Taubes , 1954年 - ）アメリカ合衆国
  - クレール・ヴォワザン （Claire Voisin , 1962年 - ） フランス共和国
- 2007年
  - アレックス・エスキン　（Alex Eskin, 1965年 - ）ロシア連邦/アメリカ合衆国
  - クリストファー・ハコン　（Christopher Hacon, 1970年 - ）イギリス　(マッカーナンと共同受賞)
  - ジェームズ・マッカーナン　（James McKernan, 19XX年 - ）　(ハーコンと共同受賞)
  - マイケル・ハリス　（Michael Harris, 19XX年 - ）アメリカ合衆国　(テイラーと共同受賞)
  - リチャード・テイラー　（Richard Taylor, 1962年 - ）イギリス　(ハリスと共同受賞)
- 2005年
  - マンジュル・バルガヴァ （Manjul Bhargava, 1974年 - ）カナダ
  - ニールス・デンケ （Nils Jonas Dencke, 1953年 - ） スウェーデン王国
- 2004年
  - ベン・グリーン （Ben Green, 1977年 - ）イギリス
  - ジェラール・ローモン （Gérard Laumon, 1952年 - ） フランス共和国　(ゴと共同受賞)
  - ゴ・バオ・チャウ （Ngô Bao-Châu, 1972年 - ） ベトナム社会主義共和国 　(ロウモンと共同受賞)
- 2003年
  - リチャード・ハミルトン （Richard Hamilton, 1943年 - ）アメリカ合衆国
  - テレンス・タオ  （Terence Tao, 1975年 - ） オーストラリア連邦
- 2002年
  - オデッド・シュラム （Oded Schramm, 1961年 - ） イスラエル
  - マニンドラ・アグラワル （Manindra Agrawal, 1966年 - ） インド
- 2001年
  - エドワード・ウィッテン （Edward Witten, 1951年 - ） アメリカ合衆国
  - スタニスラフ・スミルノフ （Stanislav Smirnov, 1970年 - ） ロシア連邦
- 2000年
  - アラン・コンヌ （Alain Connes, 1947年 - ） フランス共和国
  - ローラン・ラフォルグ （Laurent Lafforgue, 1966年 - ） フランス共和国
- 1999年
  - アンドリュー・ワイルズ （Andrew Wiles, 1953年 - ） イギリス